# خورشیدگرفتگی ۷ فوریه ۲۰۹۲
خورشیدگرفتگی ۷ فوریه ۲۰۹۲ (به انگلیسی: Solar eclipse of February 7, 2092) یک خورشیدگرفتگی از نوع خورشیدگرفتگی حلقه‌ای است. این خورشیدگرفتگی در تاریخ ۷ فوریه ۲۰۹۲ میلادی (‎۱۸ بهمن ۱۴۷۰ خورشیدی) روی خواهد داد که زمان اوج آن، ساعت ۱۵:۱۰:۲۰ به‌وقت ساعت هماهنگ جهانی است. مدت زمان و طول این خورشیدگرفتگی ۱ دقیقه و ۴۸ ثانیه خواهد بود.